# Liste der Monuments historiques in Pringy (Marne)
Die Liste der Monuments historiques in Pringy führt die Monuments historiques in der französischen Gemeinde Pringy auf.

## Liste der Objekte
| Bezeichnung                | Beschreibung                                                                             | Standort                     | Kennzeichnung | Schutzstatus | Datum | Bild |
| -------------------------- | ---------------------------------------------------------------------------------------- | ---------------------------- | ------------- | ------------ | ----- | ---- |
| Skulptur Heiliger Remigius | Holz, farbig gefasst und vergoldet, 17. Jahrhundert                                      | in der Kirche St-Remi (Lage) | PM51002338    | Inscrit      | 1975  |      |
| Kruzifix                   | Holz, farbig gefasst, 17. Jahrhundert                                                    | in der Kirche St-Remi (Lage) | PM51002336    | Inscrit      | 1975  |      |
| Taufbecken                 | Marmor, 17. Jahrhundert                                                                  | in der Kirche St-Remi (Lage) | PM51002339    | Inscrit      | 1975  |      |
| Skulptur Heiliger Eligius  | Holz, farbig gefasst und vergoldet, 17. Jahrhundert                                      | in der Kirche St-Remi (Lage) | PM51002337    | Inscrit      | 1975  |      |
| Skulptur Madonna mit Kind  | Stein, farbig gefasst, zweite Hälfte des 16. Jahrhunderts                                | in der Kirche St-Remi (Lage) | PM51000653    | Classé       | 1942  |      |
| Hauptaltar                 | Altartisch, Tabernakel, Retabel und Gemälde; Holz, Ölfarbe auf Leinwand, 18. Jahrhundert | in der Kirche St-Remi (Lage) | PM51000654    | Classé       | 1975  |      |
| Kelch                      | Silber, 17. Jahrhundert                                                                  | in der Kirche St-Remi (Lage) | PM51003698    | Inscrit      | 2017  |      |